# 42748 Андрісані
42748 Андрісані (1998 SV10, 1993 QK, 1998 QH26, 42748 Andrisani) — астероїд головного поясу, відкритий 21 вересня 1998 року.
Тіссеранів параметр щодо Юпітера — 3,256.